# 彭祖輝
彭祖輝 OBC KC（1955年5月22日—），加拿大政治人物和律師，1996年至2005年間以卑詩自由黨黨員身份擔任卑詩省議會列治文史提夫斯頓選區議員，期間從2001年至2005年在省長金寶爾內閣中擔任律政廳長和專責原住民條約協商廳長。

## 背景
彭祖輝生於安大略省哈密爾頓，長於卑詩省溫哥華，1978年從哈佛大學取得文學士學位，後從英國南安普敦大學（1980年）、哈利法克斯戴爾豪斯大學（1981年）和劍橋大學（1989年）取得法律學位。他曾於加拿大最高法院任職書記一年，1982年取得卑詩省律師資格後在當地執業，主務公共及原住民法律訴訟。
他與妻子育有兩名子女。

## 從政
在卑詩自由黨黨魁金寶爾安排下，彭祖輝代表該黨於1996年省選競逐列治文史提夫斯頓選區省議會議席，取代該區在任自由黨省議員瓦恩科（Allan Warnke）。他以56%得票首度當選該區省議員，在該屆省議會中擔任官方反對黨律政和跨政府關係評議員以及自由黨黨團黨鞭，期間與何國定和金寶爾在省府維多利亞共用一間公寓。
自由黨贏取2001年省選後上台執政，彭祖輝以69%得票連任省議員，並獲省長金寶爾任命為律政廳長和專責原住民條約協商廳長。任內他於2002年落實進行原住民條約公投，並創設選舉制度改革公民大會。此外他在任期間自由黨省政府削減法律援助撥款，並修改家庭暴力案件是否自動提交檢控的程序，就此聯合國消除對婦女歧視委員會表示關注。
2005年3月，彭祖輝宣布不會在同年省選中競逐連任，以便陪伴患有乳癌的妻子。他鼓勵於2001年省選中擔任其競選團隊主席的葉志明參選；葉志明最終任職列治文史提夫斯頓選區省議員至2020年。

## 離開政治
彭祖輝卸任省議員後，加入希南·布雷奇律師事務所（Heenan Blaikie）執業，後則改於溫市的加爾·萊格·格蘭特·茲瓦克律師事務所（Gall Legge Grant Zwack）出任法律顧問，並曾於維多利亞大學法學院任教。
2006年他獲任為省長和專上教育廳長特別顧問，主理《校園2020：展望未來》研究項目，為卑詩省40年來首度進行的專上教育全面檢討項目。他於2007年4月發表報告並提出52項建議，包括取消省內「大學院」（university college）的院校界別，並改為設立「區域大學」（regional universities）；他從省府獲取11萬5千元報酬。
2007年5月他獲溫哥華市長蘇利文任命，出任新設的文明都市專員（Civil City Commissioner）至2009年2月。此為一項兼職，操控30萬元經費並主理蘇利文創立的文明都市項目，以求在2010年冬季奧運會開幕前減低溫市的無家可歸、挑釁性行乞和公然毒品販賣活動。蘇利文創設此項職務不無爭議；反對派偉景溫哥華市議員施民生和雷健華皆質疑該職務之效用。
2008年他獲律政廳長歐博理任命為卑詩法學院理事會成員，任期三年。他於2009年成為智囊團加西基金會的董事會成員，2014年出任該董事會主席。2010年-17年間他出任溫哥華聖保祿醫院營運者普羅維登斯醫療（Providence Health Care）董事會主席。2012年9月他獲任為卑詩省政府首席法律策略師，在安橋北方門戶輸油管項目聽證會中代表省府。他亦曾任卑詩渡輪董事會成員逾八年；該項職務引入任期上限後他於2019年請辭。他於2015年5月出任艾蜜莉卡藝術及設計大學校監，2021年卸任。
他於2022年獲頒卑詩省勳章。